# Promachus griseiventris
Promachus griseiventris är en tvåvingeart som beskrevs av Becker och Stein 1913. Promachus griseiventris ingår i släktet Promachus och familjen rovflugor. Inga underarter finns listade i Catalogue of Life.